# Loxerebia bocki
Loxerebia bocki är en fjärilsart som beskrevs av Charles Oberthür 1893. Loxerebia bocki ingår i släktet Loxerebia och familjen praktfjärilar. Inga underarter finns listade i Catalogue of Life.